# Firehouse Five Plus Two
The Firehouse Five Plus Two (рус. Пожарная часть 5 плюс 2) — популярная джазовая группа 1950-х годов, состоявшая из сотрудников Walt Disney Animation Studios. Была основана мультипликатором Уордом Кимбаллом в тот момент, когда обнаружилось, что на студии довольно много поклонников джаза. Группа исполняла композиции в стиле диксиленд.
Изначально группа называла себя Huggajeedy Eight, а затем San Gabriel Valley Blue Blowers. Окончательное название Firehouse закрепилось после того, как группу попросили выступить на мероприятии клуба Horseless Carriage Club в Сан-Диего. Для этого выступления Уорд Кимбалл нашел и восстановил пожарную машину American LaFrance 1914 года выпуска, а на само выступление группа вышла в пожарной амуниции. Приставка «пять плюс два» связана с тем, что изначально в группе было 7 человек, из которых пятеро работали непосредственно на Walt Disney Animation Studios.
Группа сыграла важную роль в создании лейбла Good Time Jazz под руководством Лестера Кенига, который участвовал в выпуске всех сборников, начиная с «The Firehouse Five Plus Two Story, Volume 1» (1940-е) и заканчивая «Live at Earthquake McGoon's» (1970-е).
Уолт Дисней всячески поддерживал группу и разрешал выступать на рождественских вечеринках компании, в Диснейленде и других общественных мероприятиях при условии, что ее участники не оставят работу на студии.

## Состав
Первоначальный состав группы был следующим:
- Дэнни Алгуайр — корнет, помощник директора Дисней. Бывший эксперт по отпечаткам пальцев, когда работал в полиции Лос-Анджелеса.
- Харпер Гофф — банджо, дизайнер и визионер компании Дисней. Иллюстратор журналов Warner Brothers и Colliers Magazine.
- Уорд Кимбалл — тромбон, сирена, бубен, звуковые эффекты, лидер группы. Лидирующий мультипликатор студии Дисней.
- Кларк Мэллери — кларнет, аниматор Супермена и Аквамена в мультфильмах 1960-х годов.
- Монте Маунтджой — барабаны.
- Эрдман Пеннер — саксофон-сопрано, саксофон-бас в ранних записях, позже играл на тубе. Сценарист студии. Умер в 1956 году.
- Фрэнк Томас — пианино, лидирующий мультипликатор студии Дисней.

Позже в разное время к группе присоединялись другие сотрудники Дисней и профессиональные музыканты:
- Джордж Брунс — туба и тромбон. Заменял Кимбалла.
- Эдди Форест — барабаны.
- Дон Кинч — туба. Заменил Пеннера после его смерти.
- Джимми Макдональд — барабаны, художник и руководитель отдела звукозаписи.
- Джордж Проберт — кларнет и саксофон-сопрано, помощник директора Дисней.
- Дик Робертс — банджо, лидер группы Banjo Kings[3].

Состав группы в разные годы

## Дискография
Помимо множества синглов, начиная с 1949 года, группа записала не менее 13 пластинок. Последний альбом «Live at Earthquake McGoon's» был записан в 1970 году в Сан-Франциско. Впоследствии все альбомы были переизданы на компакт-дисках.
- The Firehouse Five Plus Two Story, Part One (1951)
- The Firehouse Five Plus Two Story, Part Two (1951)
- The Firehouse Five Plus Two Story, Part Three (1952)
- The Firehouse Five Plus Two Story, Part Four (1952)
- The Firehouse Five Plus Two Plays for Lovers (1956)
- The Firehouse Five Plus Two, Volume Five: Goes South! (1956)
- The Firehouse Five Plus Two Goes To Sea (1957)
- The Firehouse Five Plus Two Dixieland Favorites (1960)
- The Firehouse Five Plus Two Crashes a Party (1960)
- The Firehouse Five Plus Two Around the World (1961)
- The Firehouse Five Plus Two At Disneyland (1962)
- The Firehouse Five Plus Two Goes To a Fire (1964)
- The Firehouse Five Plus Two Twenty Years Later (1970)
- The Firehouse Five Plus Two Live at Earthquake McGoon's (1970)

## В культуре
- В ранних комиксах Пого бывший аниматор студии Дисней Уолт Келли представил группу под названием «The Firehouse Five Glee and Pilau Society». В одном из воскресных выпусков 1950 года Уорд Кимбалл был карикатурно воплощен в виде кота Кимбо.
- В 1977 году комик Рэй Стивенс записал пародию на песню Гленна Миллера «In the Mood» с новым названием «Henhouse Five Plus Too».
- Группа появлялась в нескольких телевизионных передачах Диснея:
  - в первом выпуске передачи «One Hour In Wonderland» 1950 года[4];
  - в ранних выпусках телевизионного шоу «Mickey Mouse Club»[5];
  - в анимированном виде группа появлялась в короткометражном мультфильме с Гуфи «How to Dance»[6].
- Как дань уважения группе, в диснеевском фильме «Микки: Однажды под Рождество» идет отсылка к ней, когда пожарные играют джазовую версию «Jingle Bells».
- В мультфильме Принцесса и лягушка аллигатор Луи состоит в джазовой группе «The Firefly Five Plus Lou».
- Группа появлялась с Терезой Брюэр в короткометражном фильме Universal Pictures «Teresa Brewer and the Firehouse Five Plus Two»[7].
- Группа появлялась в фильме с Кэтрин Грэйсон «Grounds for Marriage»[8].
- Группа также выступала с Бингом Кросби в программе «A Merry Christmas with Bing Crosby and the Andrews Sisters» 22 февраля 1950 года, проспонсированной фирмой производящей Chesterfield.